# 33823 Mariorigutti
33823 Mariorigutti è un asteroide della fascia principale. Scoperto nel 2000, presenta un'orbita caratterizzata da un semiasse maggiore pari a 2,8939341 au e da un'eccentricità di 0,0237141, inclinata di 2,78554° rispetto all'eclittica.
Il pianetino è intitolato all'astronomo Mario Rigutti.